# Yakari – Velké dobrodružství
Yakari – Velké dobrodružství (ve francouzském originále Yakari : La Grande Aventure) je francouzsko-belgicko-německý animovaný film z roku 2020, který režíroval Xavier Giacometti, a distribuovaný společností BAC Films.  Film měl v České republice premiéru 10. června 2021.
Film je adaptací belgické komiksové série Yakari, kterou napsal Job a ilustroval Derib. Oba jsou ze Švýcarska. Film byl jedním z filmů uvedených v roce 2020, které zaznamenaly kasovní úspěch.

## Děj
Hlavními hrdiny filmu jsou Yakari, malý chlapec z kmene Siouxů, a jeho věrný poník, Malý Blesk, žijící ve Velkých pláních. Yakari má schopnost komunikovat se všemi zvířaty, což je dar, který mu daroval jeho totem, Velký Orel.
Blíží se migrace kmene. Malý Sioux Yakari opouští ochranný kruh své vesnice a vydává se do neznáma, aby sledoval stopy Malého Bleska, legendárního mustanga, kterého se nikdy nikomu nepodařilo chytit. Yakari se rozhodně chce stát přítelem tohoto malého koně, o kterém se říká, že se nedá zkrotit. Po chvilce pronásledování spatří Malého Bleska, že má kopyto uvízlé ve skále. Yakari Malého Bleska zachrání a za to ho navštíví Velký Orel, jeho totemové zvíře, od kterého dostane nádherné pero statečnosti a fantastický dar: schopnost mluvit se zvířaty. Tato výprava zavede malého Siouxe přes pláně a hory severoamerického kontinentu a projde územím strašlivých lovců pum. Ale jak najde cestu zpět ke svému kmeni? Na konci cesty závan dobrodružství navždy zpečetí přátelství mezi nejstatečnějším z malých indiánů a mustangem rychlejším než vítr. Inspirovaný prvním dílem komiksové série „Yakari a Velký Orel“ od Deriba a Joba, které vyšlo před padesáti lety, tento první celovečerní film z roku 2020 sleduje zrod tohoto mladého nadčasového hrdiny.
V přípravě je druhý celovečerní film; do kin bude uveden v roce 2026.